# Nati nel 1567
| Questa pagina contiene informazioni ricavate automaticamente dalle voci biografiche con l'ausilio del template Bio e di un bot. L'aggiornamento è periodico e automatico e ricostruisce completamente la pagina. Se manca una persona in questa lista, sei pregato di non aggiungerla, ma accertati piuttosto che la sua voce biografica contenga il template Bio e che i dati anagrafici siano correttamente compilati. Se il template Bio manca, inseriscilo tu stesso o, in alternativa, metti l'avviso {{tmp\|Bio}} che ne segnala la mancanza. Se i dati riportati sono sbagliati, correggi direttamente la voce biografica; le modifiche saranno visibili in questa lista entro pochi giorni. Per chiarimenti vedi il progetto biografie. La lista contiene solo le 81 persone che sono citate nell'enciclopedia e per le quali è stato implementato correttamente il template Bio. Pagina aggiornata al 2 giu 2025. |

## Gennaio(2)
- 4 gennaio - François d'Aguilon, matematico, fisico e architetto belga († 1617)
- 25 gennaio - Margherita d'Asburgo, nobile († 1633)

## Febbraio(5)
- 12 febbraio - Thomas Campion, compositore, poeta e medico inglese († 1620)
- 12 febbraio - Carlo Emanuele di Savoia-Nemours, nobile († 1595)
- 13 febbraio - Vittorio Lupi, medico e letterato italiano († 1627)
- 24 febbraio - Enrico Matteo von Thurn-Valsassina, generale ceco († 1640)
- 28 febbraio - Eleonora de' Medici, duchessa italiana († 1611)

## Marzo(4)
- 1º marzo - Nicolas Bergier, archeologo, storico e avvocato francese († 1623)
- 13 marzo - Jacob van Heemskerck, esploratore e ammiraglio olandese († 1607)
- 17 marzo - Akizuki Tanenaga, militare giapponese († 1614)
- 28 marzo - Thomas Fienus, medico svizzero († 1631)

## Aprile(1)
- 15 aprile - Antonio Canal, politico italiano († 1650)

## Maggio(7)
- 9 maggio - Giovanni Giorgio I di Anhalt-Dessau, principe († 1618)
- 9 maggio - Claudio Monteverdi, compositore italiano († 1643)
- 13 maggio - Pier Antonio Bernabei, pittore italiano († 1630)
- 13 maggio - Don Giovanni de' Medici, architetto e condottiero italiano († 1621)
- 21 maggio - Cosimo della Gherardesca, vescovo cattolico italiano († 1634)
- 25 maggio - Valtin Havenkenthal, poeta e scrittore tedesco († 1595)
- 26 maggio - Ban Naoyuki, generale e militare giapponese († 1615)

## Giugno(1)
- 6 giugno - Pellegrino Bertacchi, vescovo cattolico italiano († 1627)

## Luglio(2)
- 1º luglio - Carlo di Lorena, cardinale francese († 1607)
- 29 luglio - Giuseppe Ballo, teologo e letterato italiano († 1640)

## Agosto(3)
- 10 agosto - Girolamo Giacobbi, compositore italiano († 1628)
- 21 agosto - Francesco di Sales, vescovo cattolico francese († 1622)
- 24 agosto - Girolamo Sanvitale, nobile italiano († 1612)

## Settembre(2)
- 5 settembre - Date Masamune, militare giapponese († 1636)
- 8 settembre - Antonio da Pisticci, religioso italiano († 1642)

## Ottobre(3)
- 4 ottobre - Marco Pio di Savoia, nobile italiano († 1599)
- 10 ottobre - Caterina Michela d'Asburgo, nobile spagnola († 1597)
- 12 ottobre - Luigi Carafa della Stadera, IV principe di Stigliano, nobile italiano († 1630)

## Novembre(6)
- 1º novembre - Diego Sarmiento de Acuña, diplomatico spagnolo († 1626)
- 7 novembre - Margherita Farnese, nobile italiano († 1643)
- 10 novembre - Robert Devereux, II conte d'Essex, militare inglese († 1601)
- 14 novembre - Maurizio di Nassau, nobile olandese († 1625)
- 16 novembre - Anna di Sassonia, nobildonna tedesca († 1613)
- 21 novembre - Anne de Xainctonge, religiosa francese († 1621)

## Dicembre(4)
- 15 dicembre - Christoph Demantius, compositore, teorico della musica e poeta tedesco († 1643)
- 18 dicembre - Cornelio a Lapide, gesuita fiammingo († 1637)
- 18 dicembre - Tachibana Muneshige, militare giapponese († 1643)
- 21 dicembre - Johann Kaspar von Stadion, militare († 1641)

## Senza giorno specificato(41)
- Celso Adorno, religioso italiano († 1604)
- Olimpia Aldobrandini, nobildonna italiana († 1637)
- Lorenzo Allegri, compositore e liutista italiano († 1648)
- Medoro Angelino, pittore italiano († 1633)
- Arima Harunobu, militare giapponese († 1612)
- Adriaen Block, navigatore e mercante olandese († 1627)
- Abramo Bzovio, storico e religioso polacco († 1637)
- Costantino I di Cachezia, re († 1605)
- Bonifazio Caetani, cardinale e arcivescovo cattolico italiano († 1617)
- Antonio Circignani, pittore italiano
- Jacques Clément, religioso francese († 1589)
- Andrea Colomba, artista e decoratore svizzero († 1627)
- Fabio Colonna, naturalista e botanico italiano († 1640)
- Girolamo De Angelis, missionario e gesuita italiano († 1623)
- Alessandro Fracanzano, pittore italiano
- Alessio Gemignani, pittore italiano († 1651)
- Edmund Gennings, presbitero inglese († 1591)
- Giulio Genoino, giurista e presbitero italiano († 1648)
- Ascanio Grandi, letterato, poeta e scrittore italiano († 1647)
- Pompeo Landulfo, pittore italiano († 1627)
- Carlo Felice Malatesta, condottiero italiano († 1634)
- Girolamo Marafioti, umanista, storico e presbitero italiano
- Camillo Mariani, scultore, pittore e architetto italiano († 1611)
- Giacomo Mascardi, tipografo italiano († 1634)
- Luca Matranga, scrittore e presbitero italiano († 1619)
- Elías Montalto, medico portoghese († 1616)
- Kobayakawa Hidekane, militare giapponese († 1601)
- Thomas Nashe, poeta, scrittore e drammaturgo inglese († 1601)
- Virginio Orsini, militare italiano († 1596)
- Abdul Ghafur Muhiuddin Shah di Pahang, sovrano malese († 1614)
- Philip Rosseter, compositore, liutista e impresario teatrale inglese († 1623)
- Francesco Sacrati, cardinale e arcivescovo cattolico italiano († 1623)
- Sanada Yukimura, militare giapponese († 1615)
- Desiderio Scaglia, cardinale e vescovo cattolico italiano († 1639)
- Torii Tadamasa, militare giapponese († 1628)
- Nicolas Vauquelin Des Yveteaux, poeta francese († 1649)
- Yodogimi, giapponese († 1615)
- Francesco Antonio Zimbalo, architetto italiano († 1631)
- Juan de Arguijo, poeta spagnolo († 1622)
- Samuel de Champlain, esploratore, cartografo e scrittore francese († 1635)
- Francisco de Álava y Nureña, militare spagnolo († 1625)